# Mel Brooks
Melvin James Kaminsky (Nueva York, 28 de junio de 1926), más conocido como Mel Brooks, es un guionista, actor, director y productor de cine estadounidense, especializado en el género de comedia.
Brooks se convirtió en uno de los directores de cine más exitosos de la década de 1970, con muchas de sus películas entre las más prolíficas comercialmente en el año en que fueron estrenadas. Sus producciones cinematográficas más reconocidas incluyen The Producers (1967), The Twelve Chairs (1970), Blazing Saddles (1974), Young Frankenstein (también de 1974), Silent Movie (1976), High Anxiety (1977), History of the World, Part I (1981), Spaceballs (1987) y Robin Hood: Men in Tights (1993). Una adaptación musical de su primera película, The Producers, fue presentada en Broadway entre 2001 y 2007.

## Juventud y educación
Brooks nació como Melvyn Kaminsky el 28 de junio de 1926 en Brooklyn, Nueva York, hijo de Max (1895-1929) y Kate (de soltera Brookman) Kaminsky (1896-1989), y creció en Williamsburg. La familia de su padre eran judíos alemanes de Danzig (actual Gdansk, Polonia); la familia de su madre eran judíos de Kiev (actual Ucrania), en la Zona de Asentamiento. Tenía tres hermanos mayores: Irving, Lenny y Bernie. El padre de Brooks murió de tuberculosis a los 34 años, cuando Brooks tenía 2 años. Ha dicho de la muerte de su padre: "Ahí hay indignación. Puede que esté enojado con Dios o con el mundo por eso. Y estoy seguro de que gran parte de mi comedia se basa en la ira y la hostilidad. Habiendo crecido en Williamsburg, aprendí a disfrazarlo de comedia para evitar problemas, como un puñetazo en la cara".
Brooks era un niño pequeño y enfermo que a menudo era intimidado y molestado por sus compañeros de clase debido a su tamaño. Creció en casas de vecinos. A los 9 años, Brooks fue a un espectáculo de Broadway con su tío Joe, un taxista que llevaba a los porteros de Broadway de regreso a Brooklyn de forma gratuita, por lo que recibía boletos en agradecimiento, y así Mel vio Anything Goes, con William Gaxton, Ethel Merman y Victor Moore, en el Teatro Alvin. Después del espectáculo, le dijo a su tío que no iba a trabajar en el distrito de la confección como toda su familia, sino que definitivamente se dedicaría al mundo del espectáculo.
Cuando Brooks tenía 14 años, ganó un empleo como animador en una piscina. Brooks mantenía a sus invitados entretenidos con sus locuras. En una entrevista con Playboy, Brooks explicó que un día estaba parado en el borde de un trampolín con un abrigo largo y dos maletas llenas de rocas para luego anunciar: "¡El negocio es terrible! ¡No puedo seguir!" antes de saltar, completamente vestido en la piscina. Buddy Rich (que también había crecido en Williamsburg) le enseñó a tocar la batería y comenzó a ganar dinero como músico cuando tenía 14 años. Durante el tiempo de Brooks como baterista se le dio su primera oportunidad como comediante a la edad de 16 años. Durante su adolescencia, Melvyn Kaminsky cambió oficialmente su nombre a Mel Brooks, influenciado por el apellido de soltera de su madre, Brookman, después de ser confundido con el trompetista Max Kaminsky.
Después de asistir a la Escuela Secundaria Abraham Lincoln durante un año, Brooks se graduó de la Escuela Secundaria del distrito del este, estudiando psicología durante un año en el College de Brooklyn de la Universidad de la Ciudad de Nueva York en 1946.

## Servicio de la Segunda Guerra Mundial
Brooks fue reclutado por el Ejército de los Estados Unidos en 1944. Después de obtener una alta puntuación en la Prueba de Clasificación General del Ejército (una prueba de coeficiente intelectual de tipo Stanford-Binet), fue enviado al Programa de Entrenamiento Especializado del Ejército de élite (ASTP) en el Instituto Militar de Virginia para aprender habilidades tales como ingeniería militar, idiomas extranjeros o medicina. La escasez de mano de obra llevó al Ejército de los Estados Unidos a disolver el ASTP, por lo que Brooks regresó al entrenamiento básico en Fort Sill, Oklahoma, en mayo de 1944. Allí es donde dio sus primeros pasos de cómico, parodiando en la radio del Ejército los mensajes de propaganda nazi que se podían oír en la radio alemana.
Brooks sirvió como cabo en el Batallón de Combate de Ingenieros 1104, 78.ª División de Infantería, desactivando minas terrestres a medida que los aliados avanzaban hacia la Alemania nazi. Con el final de la guerra en Europa, Brooks participó en la organización de espectáculos para los alemanes capturados y las fuerzas estadounidenses.

## Carrera

#### Comienzos
Después de la guerra, Brooks comenzó a trabajar en varios resorts y clubes nocturnos del Cinturón Borscht en las Montañas de Catskill como baterista y pianista. Después de que un cómico regular en una de las discotecas estaba demasiado enfermo para actuar una noche, Brooks comenzó a trabajar como un comediante, contando chistes y haciendo imitaciones de estrellas de cine. También comenzó a actuar en acciones de verano en Red Bank, Nueva Jersey, e hizo algunos trabajos de radio. Finalmente se abrió camino hasta el cómicamente agresivo trabajo de tummler (maestro artista) en Grossinger's, uno de los centros turísticos más famosos del Cinturón de Borscht. Brooks encontró un trabajo más gratificante detrás de escena, convirtiéndose en un escritor de comedia para televisión. En 1949, su amigo Sid Caesar contrató a Brooks para escribir bromas para la serie de la NBC The Admiral Broadway Revue, pagándole $ 50 por semana.

#### Your Show of Shows
En 1950 Caesar creó la revolucionaria serie de comedia de variedades Your Show of Shows y contrató a Brooks como escritor junto con Carl Reiner, Neil Simon, Danny Simon y el escritor principal Mel Tolkin. El personal de redacción demostró ser muy influyente. Reiner, como creador de The Dick Van Dyke Show, basó al personaje de Morey Amsterdam, Buddy Sorell, en Brooks. Del mismo modo, la película Mi año favorito (1982) se basa libremente en las experiencias de Brooks como escritor en el programa, incluido un encuentro con el actor Errol Flynn. La obra de Neil Simon Risas en el Piso 23 (1993) también se basa libremente en la producción del programa, y el personaje Ira Stone se basa en Brooks. Your Show of Shows terminó en 1954 cuando la intérprete Imogene Coca se fue para presentar su propio show. Caesar luego creó Caesar's Hour con la mayoría del mismo elenco y escritores (incluidos Brooks y agregando a Woody Allen y Larry Gelbart). La hora de Caesar se extendió desde 1954 hasta 1957.

### El hombre de los 2000 años yEl Superagente 86
Brooks y el coguionista Reiner se hicieron amigos íntimos y comenzaron a improvisar rutinas de comedia cuando no estaban trabajando. Reiner interpretó al entrevistador de hombres heterosexuales y estableció a Brooks como cualquier cosa, desde un monje tibetano hasta un astronauta. Como Reiner explicó: "Por la noche, íbamos a una fiesta y elegía un personaje para que interpretara. Nunca le dije qué iba a ser". En una de estas ocasiones, la sugerencia se refería a un hombre de 2000 años que había sido testigo de la crucifixión de Jesucristo (que "entró en la tienda pero nunca compró nada"), se había casado cientos de veces y tenía "más de cuarenta y dos mil hijos, y ni uno viene a visitarme". Al principio, Brooks y Reiner solo realizaban la rutina para amigos, pero, a fines de la década de 1950, se ganó una reputación en la ciudad de Nueva York. Kenneth Tynan vio al dúo de comedia actuar en una fiesta en 1959 y escribió que Brooks "era el improvisador cómico más original que había visto". 
En 1960, Brooks se mudó de Nueva York a Hollywood. Él y Reiner comenzaron a realizar el acto "El hombre de los 2000 años" en The Steve Allen Show. Sus actuaciones llevaron al lanzamiento del álbum de comedia 2000 Años con Carl Reiner y Mel Brooks que vendió más de un millón de copias en 1961. Finalmente ampliaron su rutina con dos álbumes más en 1961 y 1962, un resurgimiento en 1973, una televisión animada de 1975 especial, y un álbum de reunión en 1998. En un momento, cuando Brooks tuvo problemas financieros y profesionales, las ventas récord del Hombre de 2000 años fueron su principal fuente de ingresos.
Brooks adaptó el personaje de "El hombre de los 2000 años" para crear "El maestro cervecero de 2500 años" para Ballantine Beer en la década de 1960. Entrevistado por Dick Cavett en una serie de anuncios, el maestro cervecero (con acento alemán, en oposición al acento yiddish del hombre de 2000 años) dijo que estaba dentro del caballo de Troya original y que "podría haber usado un paquete de seis de aire fresco". 
Brooks participó en la creación del musical de Broadway All American que debutó en Broadway en 1962. Brooks escribió la obra con letras de Lee Adams y música de Charles Strouse. El espectáculo lo protagonizó Ray Bolger como un profesor de ciencias del sur en una gran universidad que usa los principios de ingeniería en el equipo de fútbol de la universidad y el equipo comienza a ganar partidos. El programa fue dirigido por JJoshua Logan, cuyo guion modificó el segundo acto y agregó un subtexto gay a la trama. El espectáculo tuvo 80 actuaciones y recibió dos nominaciones a los Premios Tony.
El cortometraje animado The Critic (1963), una sátira del cine artístico y esotérico, fue concebido por Brooks y dirigido por Ernest Pintoff. Brooks proporcionó comentarios continuos mientras el espectador desconcertado intentaba dar sentido a las imágenes oscuras. El cortometraje ganó el Premio de la Academia de Cortometraje de Animación.
Con el escritor de comedia Buck Henry, Brooks creó un programa de televisión cómico titulado El Superagente 86 sobre un torpe espía inspirado en James Bond . Brooks explica: "Estaba harto de ver todas esas agradables y sensatas comedias de situaciones. Eran distorsiones de la vida ... Quería hacer un loco, irreal tipo de tira cómica sobre algo además de una familia. Nadie había hecho antes un programa sobre un idiota. Decidí ser el primero ". El programa estaba protagonizado por Don Adams como Maxwell Smart, el Agente 86. La serie se desarrolló desde 1965 hasta 1970, aunque Brooks tuvo poca participación después de la primera temporada. El Superagente 86 tuvo altos índices de audiencia durante la mayor parte de su producción y ganó siete Premios Emmy, incluida a la serie de comedia excepcional en 1968 y 1969.

### Principios de carrera como director de cine
Durante varios años, Brooks había estado jugando con una idea extraña y poco convencional sobre una comedia musical de Adolf Hitler. Brooks exploró la idea como una novela y una obra de teatro antes de finalmente escribir un guion. Finalmente, pudo encontrar dos productores para financiar el espectáculo, Joseph E. Levine y Sidney Glazier, y realizó su primer largometraje, Los productores (1967).
Los productores eran tan descarados en su sátira que los principales estudios no lo tocarían, ni muchos expositores. Brooks finalmente encontró un distribuidor independiente que lo lanzó como una película de arte, una atracción especializada. En 1968, Brooks recibió un Óscar al Mejor guion original por la película en lugar de escritores como Stanley Kubrick y John Cassavetes. Los productores se convirtió en un éxito clandestino, primero en el circuito universitario nacional, luego en avivamientos y en videos caseros. Más tarde, Brooks lo convirtió en un musical, que se convirtió en un gran éxito en Broadway, recibiendo doce premios Tony sin precedentes. En esta película ,da vida a un productor de musicales estafador y a un contable tímido y nervioso que encuentran la más grande estafa jamás creada: producir un musical cuyo fracaso es una forma segura de hacer más dinero que con un musical de éxito. 
Con el éxito financiero moderado de la película The Producers, Glazier financió la próxima película de Brooks, Las doce sillas . Basada en la novela rusa de Ilf y Petrov de 1928 del mismo nombre sobre el materialismo codicioso en la Rusia posrevolucionaria, la película está protagonizada por Ron Moody, Frank Langella y Dom DeLuise como tres hombres que buscan individualmente una fortuna en diamantes escondidos en un conjunto de 12 sillas antiguas Brooks hace un cameo como un ex siervo alcohólico que "anhela las palizas regulares de antaño". La película fue filmada en Yugoslavia con un presupuesto de $ 1.5 millones. La película recibió malas críticas y no tuvo éxito financiero.

### Éxito como director de Hollywood
Brooks luego escribió una adaptación de  Doblegada para vencer de Oliver Goldsmith, pero no pudo vender la idea a ningún estudio y creyó que su carrera había terminado. En 1972, Brooks conoció al agente David Begelman, quien lo ayudó a establecer un acuerdo con Warner Bros. para contratar a Brooks (así como a Richard Pryor, Andrew Bergman, Norman Steinberg y Al Uger) como médico guionista de un guion no producido llamado Tex- X. Finalmente, Brooks fue contratado como director de lo que se convirtió en Blazing Saddles (1974), su tercera película.
Blazing Saddles fue protagonizada por Cleavon Little, Gene Wilder, Harvey Korman, Slim Pickens, Madeline Kahn, Alex Karras y el propio Brooks, con cameos de Dom DeLuise y Count Basie. La película tenía música de Brooks y John Morris, y tenía un presupuesto modesto de $ 2,6 millones. Esta película es una sátira sobre el género cinematográfico western y hace referencia a películas más antiguas como Destry Rides Again (1939), High Noon(1952), Erase una vez en el oeste(1968) y El tesoro de Sierra Madre (1948) , así como una escena surrealista hacia el final de la película que hace referencia a los extravagantes musicales de Busby Berkeley.
Tras su lanzamiento, Blazing Saddles fue la segunda película más taquillera de los Estados Unidos en 1974, ganando $ 119,5 millones en todo el mundo. A pesar de las críticas mixtas, la película fue un éxito entre el público más joven. Fue nominada a tres Premios Óscar: mejor actriz de reparto por Madeline Kahn, mejor montaje y mejor canción original. La película ganó el premio WGA a la "Mejor comedia escrita directamente para la pantalla" y en 2006 fue considerada "cultural, histórica o estéticamente significativa" por la Biblioteca del Congreso  y fue seleccionada para su preservación en el National Film Registry. Brooks ha dicho que la película "tiene que ver más con el amor que con cualquier otra cosa. Quiero decir, cuando ese hombre negro cabalga en esa ciudad del Viejo Oeste e incluso una viejecita dice '¡Arriba el tuyo, negro!', Sabes que su corazón está roto. Así que es realmente la historia de ese corazón siendo reparado ".
Cuando Gene Wilder reemplazó a Gig Young como Waco Kid, lo hizo solo si Brooks acordó que su próxima película sería una idea en la que Wilder había estado trabajando; una parodia de la serie Universal de películas de Frankenstein de varias décadas antes. Después de que se completó la filmación de Blazing Saddles, Wilder y Brooks comenzaron a escribir el guion de Young Frankenstein y filmaron la película en la primavera de 1974. Estuvo protagonizada por Wilder, Marty Feldman, Peter Boyle, Teri Garr, Madeline Kahn, Cloris Leachman y Kenneth Mars , con Gene Hackman en un cameo. La voz de Brooks se puede escuchar tres veces, primero cuando el lobo aúlla cuando los personajes se dirigen al castillo, segundo como la voz de Victor Frankenstein cuando los personajes descubren el laboratorio, y tercero como el sonido del gato cuando Gene Wilder lanza accidentalmente un dardo por la ventana en una escena con Kenneth Mars. El compositor John Morris nuevamente proporcionó la partitura musical y el veterano de efectos especiales del universo de Monstruos clásicos Kenneth Strickfaden trabajó en la película.
Young Frankenstein fue la tercera película más taquillera en el país de 1974, justo detrás de Blazing Saddles. Ganó $ 86 millones en todo el mundo y recibió dos nominaciones a los Premios de la Academia: al mejor guion adaptado y al mejor sonido. Recibió algunas de las mejores críticas de la carrera de Brooks e incluso a la crítica Pauline Kael le gustó la película, diciendo: "Brooks da un salto como director porque, aunque la comedia no se desarrolla, lleva la historia a través de ... Brooks incluso tiene un resultado satisfactorio, lo que hace que esta sea la única comedia de los últimos años que no se derrumba ".
En 1975, en el apogeo de su carrera cinematográfica, Brooks volvió a probar la televisión con When Things Were Rotten, una parodia de Robin Hood que duró solo 13 episodios. Casi 20 años después, en respuesta a la exitosa película de 1991 Robin Hood: príncipe de los ladrones, Brooks montó otra parodia de Robin Hood con Robin Hood: Men in Tights(1993). La película de Brooks resucitó varios diálogos de sus series de televisión, así como de películas anteriores de Brooks.
Brooks siguió sus dos películas de éxito con una idea audaz: la primera comedia muda de largometraje en cuatro décadas. Silent Movie (1976) fue escrita por Brooks y Ron Clark, protagonizada por Brooks en su primer papel principal, Dom DeLuise, Marty Feldman, Sid Caesar, Bernadette Peters, y en cameos: Paul Newman, Burt Reynolds, James Caan, Liza Minnelli, Anne Bancroft y el Mimo Marcel Marceau, quien irónicamente pronunció la única palabra de diálogo audible de la película: "¡No!" Aunque no fue tan exitoso como sus dos películas anteriores, Silent Movie fue un éxito y recaudó $ 36 millones. Más tarde ese año, Brooks fue nombrado número 5 en una lista de las diez mejores estrellas de taquilla.
La parodia de Brooks de las películas de Alfred Hitchcock en Maxima Ansiedad (1977) fue escrita por Brooks, Ron Clark, Rudy De Luca y Barry Levinson. Fue la primera película producida por el propio Brooks. Estuvo protagonizada por Brooks, Madeline Kahn, Cloris Leachman, Harvey Korman, Ron Carey, Howard Morris y Dick Van Patten. La película satiriza películas de Hitchcock como Vértigo (1958), Spellbound, Psicosis, Los pájaros, North by Northwest, Dial M for Murder y Sospecha. Brooks interpreta al profesor Richard H. (por Harpo) Thorndyke, un psicólogo ganador del Premio Nobel que también sufre de Acrofobia.

#### Posteriores trabajos
Para 1980, Siskel y Ebert llamaron a Mel Brooks y Woody Allen "los dos directores de comedia más exitosos del mundo actual ... los dos cineastas más divertidos de Estados Unidos". Ese año se estrenó la película dramática El hombre elefante dirigida por David Lynch y producida por Brooks. Sabiendo que cualquiera que vea un cartel que dice "Mel Brooks presenta The Elephant Man" esperaría una comedia, creó la compañía Brooksfilms. Desde entonces, Brooksfilms ha producido una serie de películas que no son comedias, incluidas Frances (1982), La mosca de David Cronenberg (1986) y 84 Charing Cross Road (1987), protagonizada por Anthony Hopkins y Anne Bancroft, junto con comedias, incluyendo Mi año favorito de Richard Benjamin, que se basó parcialmente en la vida real de Mel Brooks. Brooks intentó comprar los derechos de 84 Charing Cross Road para su esposa, Anne Bancroft, durante muchos años. También produjo la comedia Fatso (1980) que dirigió Bancroft.
En 1981, Brooks bromeó diciendo que los únicos géneros que no había burlado eran las epopeyas históricas y los espectáculos bíblicos. La loca historia del Mundo fue una mirada irónica a la cultura humana desde la Edad de Piedra hasta la Revolución francesa. La película fue escrita, producida y dirigida por Brooks con narración de Orson Welles. Esta película fue otro éxito financiero modesto, ganando $ 31 millones. Recibió críticas críticas mixtas. La crítica Pauline Kael, quien durante años había criticado a Brooks, dijo: "O te quedas atascado pensando en el mal gusto o te ríes de la obscenidad en el humor mientras haces los perversos chistes de Buñuel".
Brooks produjo y protagonizó (pero no escribió ni dirigió) una nueva versión de la película de Ernst Lubitsch de 1942 Ser o no ser. Soy o no soy de Brooks fue dirigida por Alan Johnson y protagonizada por Brooks, Anne Bancroft, Charles Durning, Tim Matheson, José Ferrer y Christopher Lloyd. La película obtuvo publicidad internacional al presentar una canción controvertida en su banda sonora "To Be or Not to Be (El rap de Hitler)"  satirizando a la sociedad alemana en la década de 1940 con Brooks interpretando a Hitler.
La segunda película que Brooks dirigió en la década de 1980 llegó en forma de Spaceballs (1987), una parodia de la Ciencia ficción, principalmente Star Wars. La película fue protagonizada por Bill Pullman, John Candy, Rick Moranis, Daphne Zuniga, Dick Van Patten, Joan Rivers, Dom DeLuise y Brooks. En 1989, Brooks (con el coproductor ejecutivo Alan Spencer) hizo otro intento de éxito televisivo con la comedia The Nutt House, que contó con los regulares de Brooks , Harvey Korman y Cloris Leachman , originalmente se transmitió por NBC, pero la cadena solo transmitió cinco de los once episodios producidos antes de cancelar la serie. Durante la siguiente década, Brooks dirigió ¡Qué asco de vida! (1991), Robin Hood: Men in Tights (1993) y Drácula, un muerto muy contento y feliz. La revista People sugirió que "cualquiera que esté de humor para una carcajada no podría hacerlo mejor que Robin Hood: Men in Tights, que les dio a los fanáticos una parodia de Robin Hood, especialmente Robin Hood: príncipe de los ladrones".
Al igual que las otras películas de Brooks, está llena de frases ingeniosas e incluso la ruptura ocasional de la cuarta pared. Robin Hood: Men in Tights fue la segunda vez que Brooks explora la vida de Robin Hood, el primero, como se mencionó anteriormente, que estuvo con su programa de televisión de 1975, When Things Were Rotten. ¡Qué asco de vida!  fue un fracaso financiero y crítico, pero es notable por ser la única película dirigida por Brooks que no es una parodia ni una película sobre otras películas o teatro. En la década de 2000, Brooks trabajó en una secuela de la serie animada de Spaceballs llamada Spaceballs: The Animated Series, que se estrenó el 21 de septiembre de 2008 en G4 TV. Brooks también ha proporcionado papeles vocales para la animación. Expresó a Bigweld, el inventor principal, en la película animada Robots (2005), y en la película animada posterior Las aventuras de Peabody y Sherman (2014) tuvo un cameo como Albert Einstein. Regresó para interpretar al padre de Drácula, Vlad, en Hotel Transylvania 2 (2015) y en Hotel Transylvania 3: Summer Vacation.

### Musicales
La adaptación musical de su película Los productores (1967) al escenario de Broadway rompió el récord de Tony con 12 victorias, un récord que Hello, Dolly!  había mantenido durante 37 años. a las 10 victorias. Este éxito llevó a una versión en pantalla grande de la adaptación / nueva versión de Broadway con los actores Matthew Broderick, Nathan Lane, Gary Beach y Roger Bart repitiendo sus papeles en el escenario, además de los nuevos miembros del reparto Uma Thurman y Will Ferrell en 2005. A principios de abril de 2006, Brooks comenzó a componer la partitura para una adaptación musical de Broadway de Young Frankenstein , que según él es "quizás la mejor película que haya hecho". El estreno mundial se realizó en el Teatro Paramount de Seattle, entre el 7 de agosto de 2007 y el 1 de septiembre de 2007, después de lo cual se estrenó en Broadway en el antiguo Teatro Lyric (entonces Teatro Hilton), Nueva York, el 11 de octubre de 2007. Obtuvo críticas mixtas de los críticos.
Brooks bromeó sobre el concepto de una adaptación musical de Blazing Saddles en el número final en Young Frankenstein, en el que la compañía completa canta: "¡El año que viene, Blazing Saddles!" En 2010, Mel Brooks confirmó esto, diciendo que el musical podría estar terminado dentro de un año. No se ha anunciado ningún equipo o plan creativo desde entonces.
El 26 de junio de 2023 le concedieron el Oscar Honorífico a la trayectoria profesional.

## Filmografía
| Título original                       | Título en España                                  | Título en Latinoamérica                                                          | Año  | Director | Guionista | Actor |
| ------------------------------------- | ------------------------------------------------- | -------------------------------------------------------------------------------- | ---- | -------- | --------- | ----- |
| The Producers                         | Los productores                                   | Con un fracaso, millonarios                                                      | 1967 | ✔️       | ✔️        |       |
| The Twelve Chairs                     | El misterio de las doce sillas                    | Las doce sillas                                                                  | 1970 | ✔️       | ✔️        | ✔️    |
| Blazing Saddles                       | Sillas de montar calientes                        | Locura en el Oeste                                                               | 1974 | ✔️       | ✔️        | ✔️    |
| Young Frankenstein                    | El jovencito Frankenstein                         | El joven Frankenstein                                                            | 1974 | ✔️       | ✔️        |       |
| Silent Movie                          | La última locura                                  | La última locura de Mel Brooks                                                   | 1976 | ✔️       | ✔️        | ✔️    |
| High Anxiety                          | Máxima Ansiedad                                   | Las angustias del Dr. Mel Brooks (Ar, Pe) Las ansiedades del Dr. Mel Brooks (Mx) | 1978 | ✔️       | ✔️        | ✔️    |
| History of the World, Part 1          | La loca historia del mundo                        | La loca historia del Mundo, primera parte                                        | 1981 | ✔️       | ✔️        | ✔️    |
| To Be or Not to Be                    | Soy o no soy                                      | Soy o no soy                                                                     | 1983 |          |           | ✔️    |
| Spaceballs                            | La loca historia de las galaxias                  | S.O.S.: Hay un loco en el espacio                                                | 1987 | ✔️       | ✔️        | ✔️    |
| Life Stinks                           | ¡Qué asco de vida!                                | ¡Qué perra vida!                                                                 | 1991 | ✔️       | ✔️        | ✔️    |
| Robin Hood: Men in Tights             | Las locas, locas aventuras de Robin Hood          | Las locas, locas aventuras de Robin Hood                                         | 1993 | ✔️       | ✔️        | ✔️    |
| The Little Rascals                    | Una pandilla de pillos                            | La Pandilla: los pequeños traviesos                                              | 1994 |          |           | ✔️    |
| Dracula: Dead and Loving It           | Drácula, un muerto muy contento y feliz           | Drácula, muerto pero feliz                                                       | 1995 | ✔️       | ✔️        | ✔️    |
| Robots                                | Robots                                            | Robots                                                                           | 2005 |          |           | (voz) |
| Mr. Peabody & Sherman                 | Las aventuras de Peabody y Sherman                | Las aventuras de Peabody y Sherman                                               | 2014 |          |           | (voz) |
| Hotel Transylvania 2                  | Hotel Transylvania 2                              |                                                                                  | 2015 |          |           | (voz) |
| Hotel Transylvania 3: Summer Vacation | Hotel Transilvania 3: Unas vacaciones monstruosas | Hotel Transylvania 3: Monstruos de vacaciones                                    | 2018 |          |           | (voz) |
| Toy Story 4                           | Toy Story 4                                       | Toy Story 4                                                                      | 2019 |          |           | (voz) |

## Condecoración honorífica
Condecoración de la Orden de las Artes y las Letras, en el grado de Caballero.

## Televisión
La producción de la serie de la década de los años 60 (1965 a 1970) titulada Superagente 86, protagonizada por Don Adams, ha sido de lo más exitoso en sus logros televisivos. Ha participado como invitado especial en el programa de televisión llamado Loco por ti (Mad About You), protagonizado por Helen Hunt y Paul Reiser. También prestó su voz para la serie de animación Los Simpson, interpretándose a sí mismo.
Además, ha aparecido interpretándose a sí mismo en varios episodios de Curb Your Enthusiasm.

## Legado
Brooks es una de las pocas personas que ha recibido un Óscar, un Premio Emmy, un Tony y un Grammy, lo cual lo hace uno de los pocos ganadores de un EGOT. Fue galardonado con su primer Grammy al mejor álbum de comedia hablada en 1999 por su grabación de The 2000 Year Old Man en el 2000 con Carl Reiner. Sus otros dos Grammys llegaron en 2002 al Mejor Álbum Musical Show por el álbum del elenco de The Producers y al Mejor Video Musical de Forma Larga por el DVD "Recording the Producers - A Musical Romp with Mel Brooks".
Ganó su primer de cuatro premios Emmy en 1967 por Logro sobresaliente en escritura por un especial de Sid Caesar y ganó tres premios Emmy consecutivos en 1997, 1998 y 1999 por Mejor actor invitado en una serie de comedia por su papel del tío Phil en Loco por ti. Brooks ganó su Premio de la Academia por el guion original (Oscar) en 1968 por The Producers. Ganó sus tres premios Tony en 2001 por su trabajo en el musical, a los productores por Mejor Musical, Mejor música original y mejor libro de un musical.
Brooks ganó un Premio Hugo y un Premio Nébula por Young Frankenstein. En una encuesta realizada en 2005 por Channel 4 para encontrar el The Comedian's Comedian, fue elegido número 50 de los 50 mejores comediantes de la historia por otros comediantes y expertos en comedia.
El Instituto Americano del Cine enumera tres de las películas de Brooks en su lista de 100 años... 100 sonrisas a Blazing Saddles (#6), Los productores (#11) y Young Frankenstein (#13).
El 5 de diciembre de 2009, Brooks fue uno de los cinco ganadores de los honores del Centro John F. Kennedy para las Artes Escénicas en Washington D. C. Fue incluido en el Paseo de la fama de Hollywood el 23 de abril de 2010 con un estrella de cine ubicada en 6712 del Hollywood Boulevard. 
American Masters produjo una biografía sobre Brooks que se estrenó el 20 de mayo de 2013 en PBS. El Instituto Americano del Cine le otorgó a Brooks su más alto homenaje, el Premio al Logro de la Vida, en junio de 2013. En 2014, Brooks fue honrado en una ceremonia de huella y huella en el Grauman's Chinese Theatre. Sus huellas de manos concretas incluyen una mano izquierda de seis dedos mientras usaba un dedo protésico al hacer sus huellas. El 20 de marzo de 2015, Brooks recibió una Beca del Instituto Británico de Cine del Instituto Británico de Cine.

## Vida personal
Brooks estuvo casado con Florence Baum (1926-2008) de 1953 a 1962, y su matrimonio terminó en divorcio. Tuvieron tres hijos: Stephanie, Nicky y Eddie. Brooks se casó con la actriz de teatro, cine y televisión Anne Bancroft en 1964, y permanecieron juntos hasta su muerte en 2005. Se conocieron en un ensayo para Perry Como Variety Show en 1961, y se casaron tres años después el 5 de agosto de 1964. en el Manhattan Marriage Bureau. Su hijo, Max Brooks, nació en 1972, y su nieto, Henry Michael Brooks, nació en 2005.
En 2010, Brooks le dio crédito a Bancroft por haber sido "la fuerza guía" detrás de su participación en el desarrollo de The Producers y Young Frankenstein (musical) para el teatro, al decir de una reunión temprana con ella: "Desde ese día, hasta su muerte... estuvimos unidos".
Con respecto a la religión, Brooks declaró:
"Soy bastante secular. Soy básicamente judío. Pero creo que soy judío, no por la religión judía en absoluto. Creo que es la relación con la gente y el orgullo que tengo. La tribu que sobrevivió a tantas desgracias, y ser tan valiente y aportar tanto conocimiento al mundo y mostrar coraje ".
El sobrino nieto de Brooks de su hermano Lenny, Todd Kaminsky, es senador del estado de Nueva York por el distrito 9 del Senado estatal en Long Island y anteriormente representó al distrito 20 de la asamblea estatal de Long Island en la Asamblea del Estado de Nueva York.